# Charles Steidel
Charles C. Steidel (né le 14 octobre 1962 à Ithaca, New York) est un astronome américain et professeur d'astronomie Lee A. DuBridge au California Institute of Technology .

## Biographie
Il est diplômé de l'Université de Princeton avec un AB, en sciences astrophysiques, et du California Institute of Technology avec un doctorat, en astronomie, en 1990. Le 7 novembre 1987, il épouse Sarah Nichols Hoyt .
En 2022, il reçoit la Bourse MacArthur et en 2010, le Gruber Cosmology Prize de la Fondation Gruber en reconnaissance de ses études révolutionnaires sur les galaxies les plus lointaines de l'univers.

## Travaux
- "La structure et la cinématique du milieu circum-galactique à partir des spectres UV lointains des galaxies z~2-3", Cosmologie et astrophysique extragalactique, Auteurs : CC Steidel, DK Erb, AE Shapley, M. Pettini, NA Reddy, M. Bogosavljević, GC Rudie, O. Rakic